# Belagunda, Nanjangud
Belagunda là một làng thuộc tehsil Nanjangud, huyện Mysore, bang Karnataka, Ấn Độ.